# Aproximació de Laplace
L'aproximació de Laplace proporciona una expressió analítica per a una distribució de probabilitat posterior ajustant una distribució gaussiana amb una mitjana igual a la solució MAP i una precisió igual a la informació de Fisher observada. L'aproximació està justificada pel teorema de Bernstein–von Mises, que afirma que en condicions de regularitat el posterior convergeix a un gaussià en mostres grans.
Per exemple, un model de classificació o regressió (possiblement no lineal) amb un conjunt de dades {\displaystyle \{x_{n},y_{n}\}_{n=1,\ldots ,N}} que inclou entrades {\displaystyle x} i sortides {\displaystyle y} té un vector de paràmetres (desconegut). {\displaystyle \theta } de llargada {\displaystyle D}. Es denota la probabilitat {\displaystyle p({\bf {y}}|{\bf {x}},\theta )} i el paràmetre anterior {\displaystyle p(\theta )}. Suposem que es vol aproximar la densitat conjunta de sortides i paràmetres {\displaystyle p({\bf {y}},\theta |{\bf {x}})}
{\displaystyle p({\bf {y}},\theta |{\bf {x}})\;=\;p({\bf {y}}|{\bf {x}},\theta )p(\theta |{\bf {x}})\;=\;p({\bf {y}}|{\bf {x}})p(\theta |{\bf {y}},{\bf {x}})\;\simeq \;{\tilde {q}}(\theta )\;=\;Zq(\theta ).}
L'articulació és igual al producte de la versemblança i l'anterior i per la regla de Bayes, igual al producte de la versemblança marginal {\displaystyle p({\bf {y}}|{\bf {x}})} i posterior {\displaystyle p(\theta |{\bf {y}},{\bf {x}})}. Vist en funció de {\displaystyle \theta } l'articulació és una densitat no normalitzada. En l'aproximació de Laplace aproximem l'articulació mitjançant una gaussiana no normalitzada {\displaystyle {\tilde {q}}(\theta )=Zq(\theta )}, on fem servir {\displaystyle q} per indicar la densitat aproximada, {\displaystyle {\tilde {q}}} per a la densitat no normalitzada i {\displaystyle Z} és una constant (independent de {\displaystyle \theta } ). Des de la probabilitat marginal {\displaystyle p({\bf {y}}|{\bf {x}})} no depèn del paràmetre {\displaystyle \theta } i el posterior {\displaystyle p(\theta |{\bf {y}},{\bf {x}})} es normalitza {\displaystyle \theta } podem identificar-los immediatament {\displaystyle Z} i {\displaystyle q(\theta )} de la nostra aproximació, respectivament. L'aproximació de Laplace és
{\displaystyle p({\bf {y}},\theta |{\bf {x}})\;\simeq \;p({\bf {y}},{\hat {\theta }}|{\bf {x}})\exp {\big (}-{\tfrac {1}{2}}(\theta -{\hat {\theta }})S^{-1}(\theta -{\hat {\theta }}){\big )}\;=\;{\tilde {q}}(\theta ),}
on hem definit
{\displaystyle {\begin{aligned}{\hat {\theta }}&\;=\;\operatorname {argmax} _{\theta }\log p({\bf {y}},\theta |{\bf {x}}),\\S^{-1}&\;=\;-\left.\nabla _{\theta }\nabla _{\theta }\log p({\bf {y}},\theta |{\bf {x}})\right|_{\theta ={\hat {\theta }}},\end{aligned}}}
on {\displaystyle {\hat {\theta }}} és la ubicació d'un mode de la densitat objectiu conjunta, també conegut com a màxim a posteriori o punt MAP i {\displaystyle S^{-1}} és el {\displaystyle D\times D} matriu definida positiva de segones derivades de la densitat objectiu de l'articulació negatiu al mode {\displaystyle \theta ={\hat {\theta }}}. Així, l'aproximació gaussiana coincideix amb el valor i la curvatura de la densitat objectiu no normalitzada en el mode. El valor de {\displaystyle {\hat {\theta }}} normalment es troba utilitzant un mètode basat en gradients, per exemple, el mètode de Newton. En resum, tenim
{\displaystyle {\begin{aligned}q(\theta )&\;=\;{\cal {N}}(\theta |\mu ={\hat {\theta }},\Sigma =S),\\\log Z&\;=\;\log p({\bf {y}},{\hat {\theta }}|{\bf {x}})+{\tfrac {1}{2}}\log |S|+{\tfrac {D}{2}}\log(2\pi ),\end{aligned}}}
per a la part posterior aproximada {\displaystyle \theta } i la probabilitat logarítmica marginal aproximada respectivament. En el cas especial de la regressió lineal bayesiana amb un a priori gaussià, l'aproximació és exacta. Les principals debilitats de l'aproximació de Laplace són que és simètrica al voltant del mode i que és molt local: tota l'aproximació es deriva de propietats en un sol punt de la densitat objectiu. El mètode de Laplace és àmpliament utilitzat i va ser pioner en el context de les xarxes neuronals per David MacKay, i per als processos gaussians per Williams i Barber.